# Sarwar Sarkhosh
Sarwar Sarkhosh (1 juni 1942) (Dari: سرور سرخوش) was een zanger en een van de Hazara-nationalisten in Afghanistan. Hij is de oudere broer van zanger en muzikant Dawood Sarkhosh.

## Levensloop
Sarwar Sarkhosh werd geboren in 1942, in Uruzgan, Afghanistan. Zijn familie was invloedrijk: zo was zijn vader parlementslid. Sarwar voltooide zijn basis- en secundair onderwijs in zijn woonplaats. Tijdens zijn militaire dienst speelde hij dambura en zong hij liefdesliedjes; dat laatste leverde hem kritiek op binnen de gemeenschap. Na zijn diensttijd werd hij docent en ging hij in Trinkot werken bij de belastingdienst.
Tijdens de Sovjetbezetting van Afghanistan fungeerde Sarwar als woordvoerder van het verzet van de Hazara. Hij werd echter niet gesteund door de diverse Afghaanse fracties. In 1983 keerde Sarwar terug uit Quetta naar zijn familie die op dat moment in Ghujur Bash verbleef. Op 29 augustus viel een militie van moedjahedienleider Sadiqi Nili de woning aan; Sarwar en enkele familieleden werden hierbij gedood. Uiteindelijk werden 23 familieleden vermoord, terwijl de rest - waaronder zijn jongere broer Dawood - het land ontvluchtte.
De inspanningen van zowel Sarwar als Dawood maakten de damburamuziek tot belangrijkste cultuuruiting onder de Hazara.